# Cachón del Camaces
El Cachón del Camaces es una cascada del río Camaces, situada cerca de su desembocadura en el río Huebra, en el término municipal de Hinojosa de Duero, dentro de la demarcación del Parque natural de Arribes del Duero, en la provincia de Salamanca, Castilla y León, España.

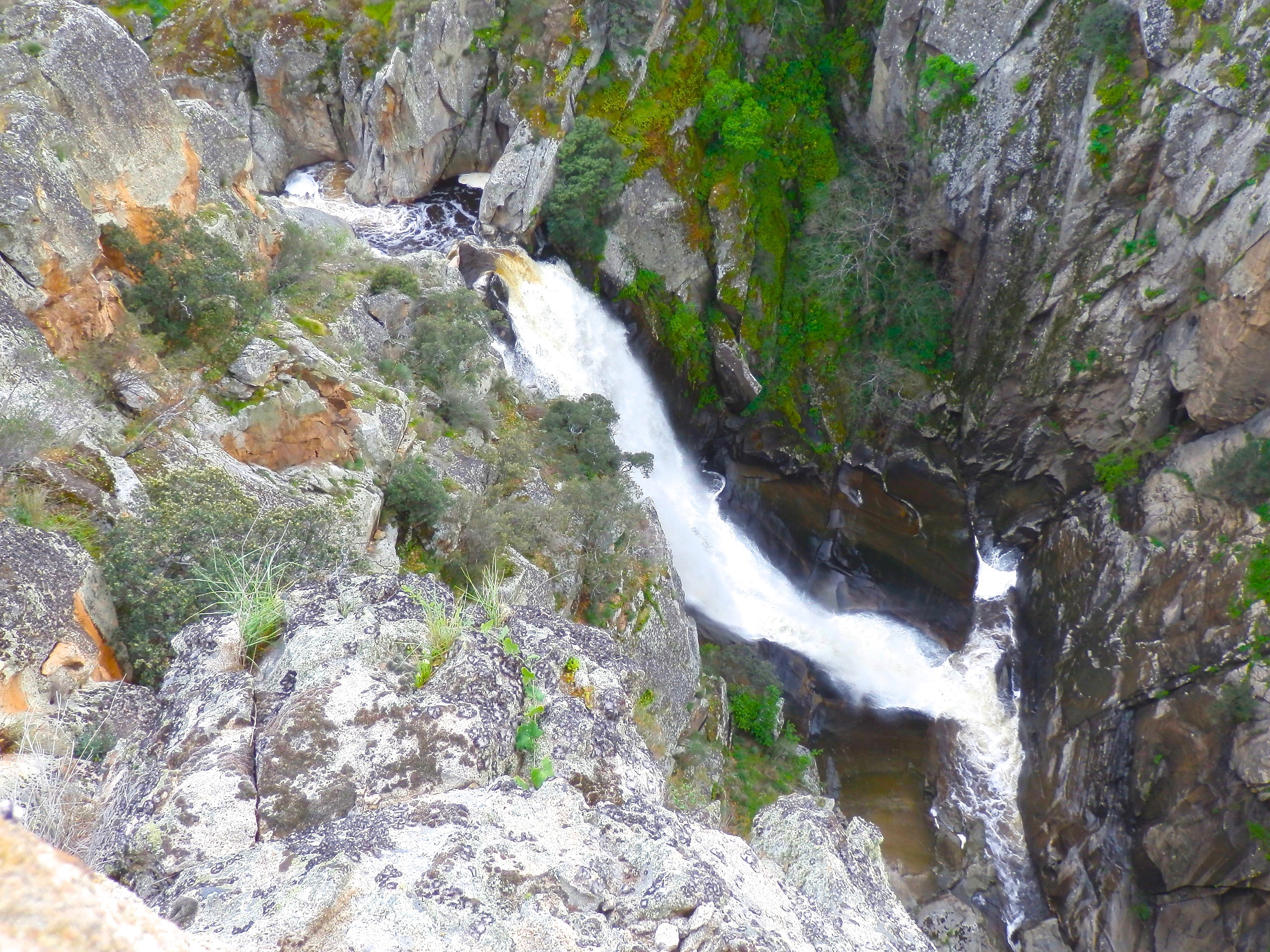
Desde arriba
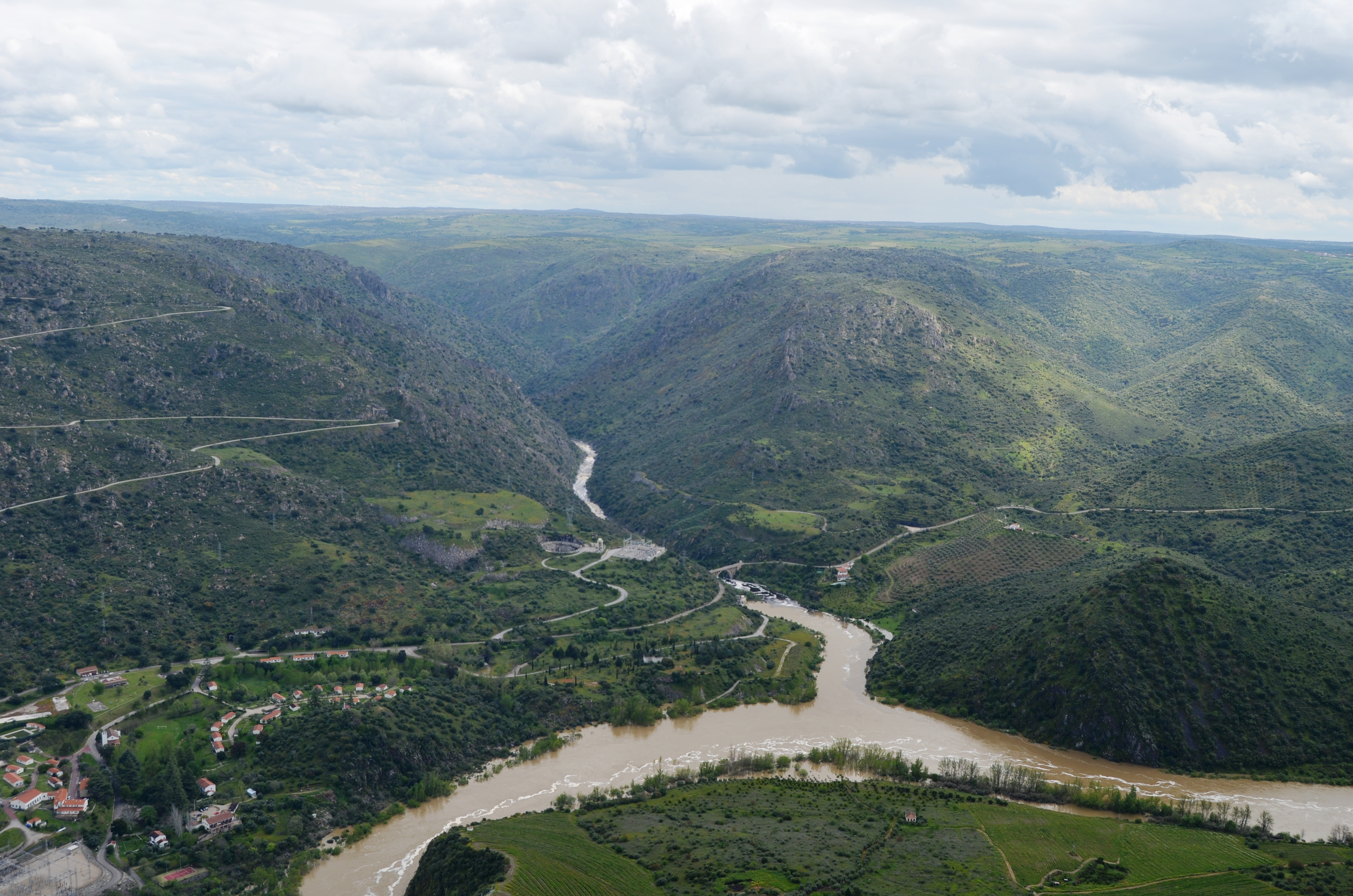
Desembocadura del Huebra
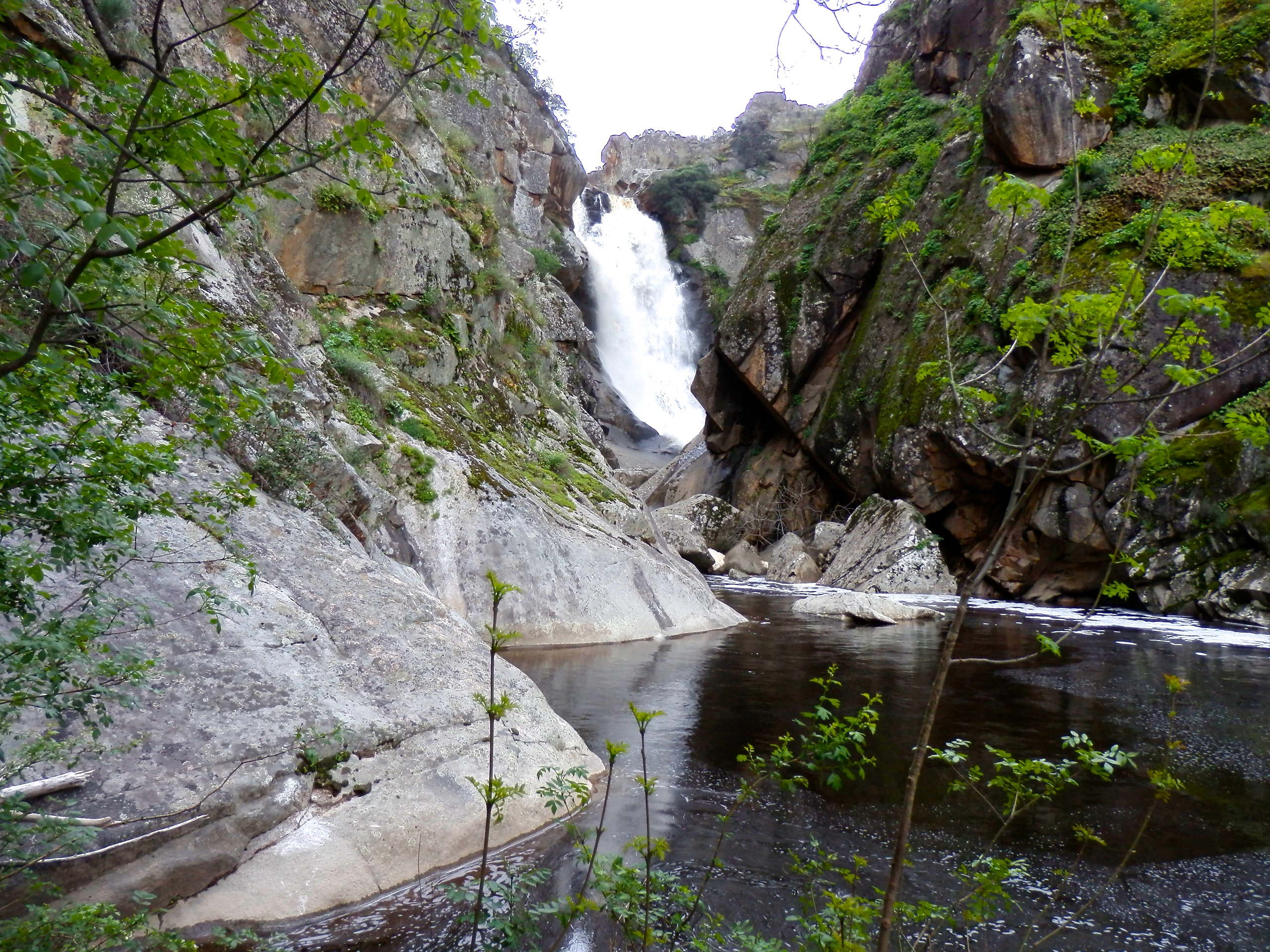
Desde abajo